# Rosie Yale
Rosie Yale (née le 31 janvier 1968) est une actrice québécoise. Elle est l'épouse du journaliste-chroniqueur Franco Nuovo.

## Filmographie
- 1994 : Louis 19, le roi des ondes : "groupie"
- 1996 : Virginie (série TV) : Lily Péloquin
- 1996 : Karmina : Cliente du Lovecraft
- 1997 : Les Boys : Brigitte
- 1999 : The Secret Pact : Girls' coach
- 2001 : Rivière-des-Jérémie (série TV) : Alice Lemieux
- 2001 : Les Boys 3 : Brigitte
- 2005 : Les Boys 4 : Brigitte